# Le Canadien (train)
Pour le sentier, voir Sentier Transcanadien.
Pour les articles homonymes, voir Canadien.
 (août 2009).
Si vous disposez d'ouvrages ou d'articles de référence ou si vous connaissez des sites web de qualité traitant du thème abordé ici, merci de compléter l'article en donnant les références utiles à sa vérifiabilité et en les liant à la section « Notes et références ».
Le Canadien est un train de voyageurs transcontinental canadien assurant une liaison Toronto - Vancouver. Lancé à l'origine par la compagnie du Canadien Pacifique, il est à présent exploité par Via Rail Canada.

## Canadien Pacifique (CP)
Dans les années qui suivirent la Seconde Guerre mondiale, les trains de voyageurs du CP, même le train drapeau transcontinental Le Dominion, étaient composés d'un mélange de voitures lourdes d'avant-guerre et de voitures légères d'avant- et  d'après-guerre.  Alors que ces voitures étaient encore en service, les trains américains du début des années 1950, comme le California Zephyr, avaient déjà adopté des compositions tout-inox, aérodynamiques, équipées de voitures panoramiques à dôme. À la suite d'une évaluation effectuée en 1949 sur le train prototype Train of Tomorrow (train de demain) produit par la société Pullman et General Motors, les dirigeants du CP, dont Norris Crump, alors vice-président, décidèrent de moderniser leur parc de matériel roulant. 

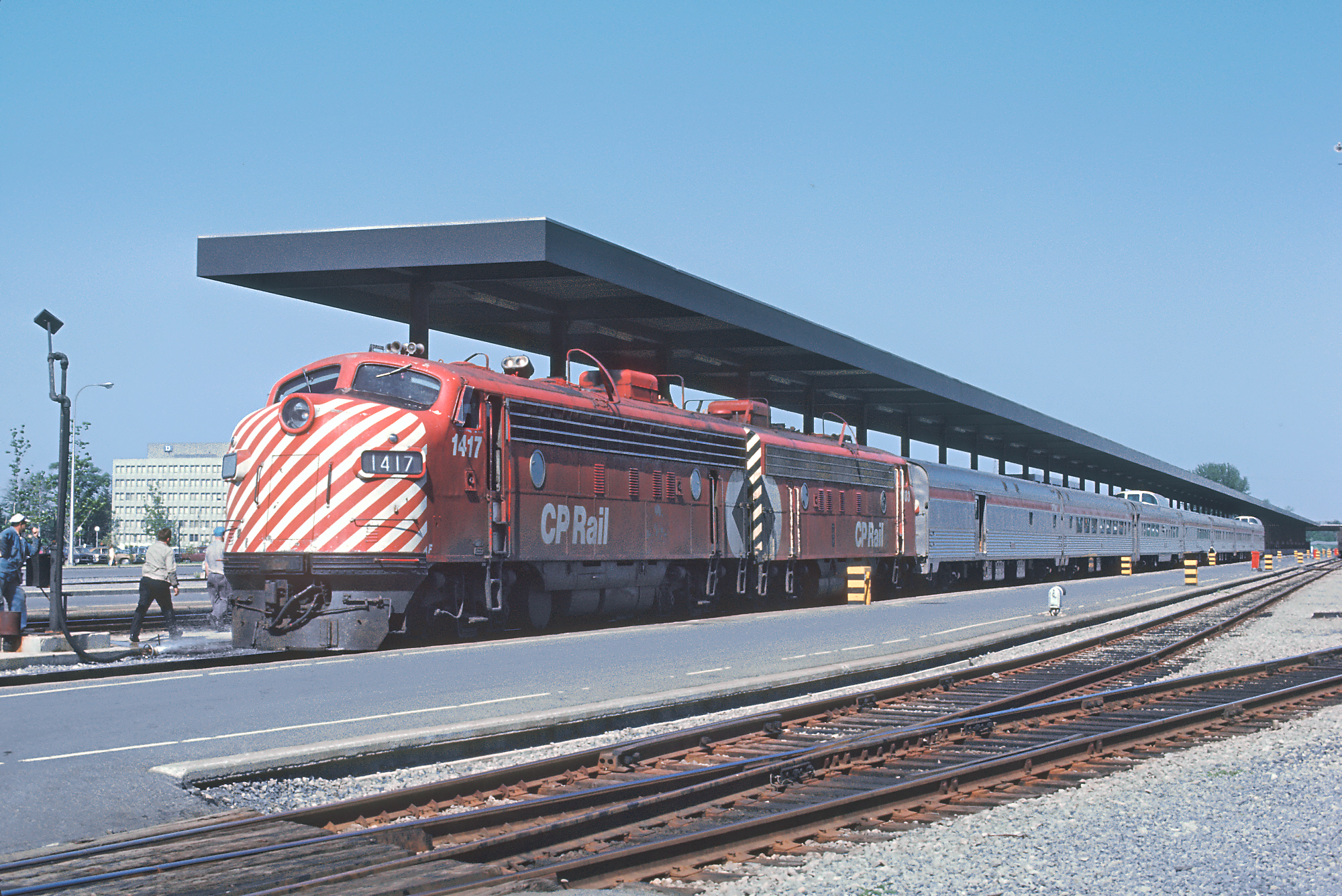
Le train sous le Canadien Pacifique, à Ottawa en 1971.

En 1953, le CP commanda 155 voitures en inox à la société Budd de Philadelphie. Cette commande comprenait 18 voitures panoramiques de queue (série Park), 18 voitures panoramiques de milieu de train Skyline, 30 voitures normales, 18 voitures-restaurant et 71 voitures-lits (séries Manor et Chateau). Une commande ultérieure de 18 voitures-dortoir pour le personnel affecté aux bagages porta le parc total à 173 voitures, suffisant pour créer un nouveau service transcontinental entièrement nouveau et rééquiper partiellement Le Dominion.  L'aménagement intérieur de ces nouvelles voitures fut confié à la société d'architecture,  Harbeson, Hough, Livingston & Larson, de Philadelphie (cette compagnie est connue pour ses aménagements d'autres trains de voyageurs renommés tels que le Pioneer Zephyr), et le résultat, avec son harmonie de couleurs pastel, fut très apprécié. Après avoir décidé de donner à la série de voitures panoramiques Park le nom de parc canadiens célèbres, des artistes canadiens de renom, dont des membres du Group of Seven, furent choisis pour réaliser des peintures murales dans ces voitures. 
Lorsqu'il fut décidé d'augmenter le budget consacré aux voitures-lits, on ajouta à la commande passée à Budd, le réaménagement de 22 voitures-lits lourdes existantes que le CP traita dans ses propres ateliers. Ces voitures furent habillées d'un revêtement assorti à celui des voitures Budd en inox. 
Pour compléter son nouveau parc de matériel, le CP commanda à General Motors des locomotives type EMD FP9, locomotives qui venaient s'ajouter à la flotte existante de machines type EMD FP7.  Ces machines type F étaient les locomotives attitrées de ce train, mais il fut à l'occasion tracté par une grande variété de locomotives, y compris des type MLW FPA-2 des Montreal Locomotive Works et même, jusqu'en 1959, des locomotives à vapeur.
Le CP baptisa son nouveau train drapeau Le Canadien et le service débuta le 24 avril 1955. Alors que son concurrent, le Canadien National mettait en service lui aussi, le même jour, son propre train transcontinental, le Super Continental, le CP put proclamer sans mentir que Le Canadien était  « le premier et le seul train panoramique tout-inox du Canada » ; le CN ne mit pas en service de voitures panoramiques avant 1964.
Le CP exploita le train CPR à l'Est de Sudbury (Ontario) en deux sections. La principale assurant les services Montréal-Ottawa-Vancouver formait les trains 1 vers l'Ouest et 2 vers l'Est, l'autre assurant la liaison Sudbury-Toronto formait les trains 11 vers l'Ouest et 12 vers l'Est qui se regroupaient (ou se séparaient) avec les précédents à Sudbury. En accord avec son allure aérodynamique, le Canadien qui parcourait sa ligne en 71 heures, était plus rapide de 16 heures que Le Dominion.
Malgré son succès initial, le voyage par le train commença à décliner au Canada pendant les années 1960. Face à la concurrence de l'avion et à l'usage croissant de l'automobile par suite de la construction de l'autoroute Trans-Canada, le CP supprima le Dominion en 1966, et demanda au gouvernement l'autorisation de cesser l'exploitation du Canadien en 1970. Cette demande fut refusée, mais le CP tenta pendant les années 1970 de se retirer du marché du transport des voyageurs. Le Canadien continua avec un niveau de service de plus en plus réduit, le gouvernement le subventionnant à hauteur de 80 % de ses pertes.

## Via Rail Canada
La société fédérale Via Rail Canada reprit officiellement la charge des services voyageurs du CP le 29 octobre 1978, mais la marque Via ne fut apposée sur les trains qu'à l'été suivant.  

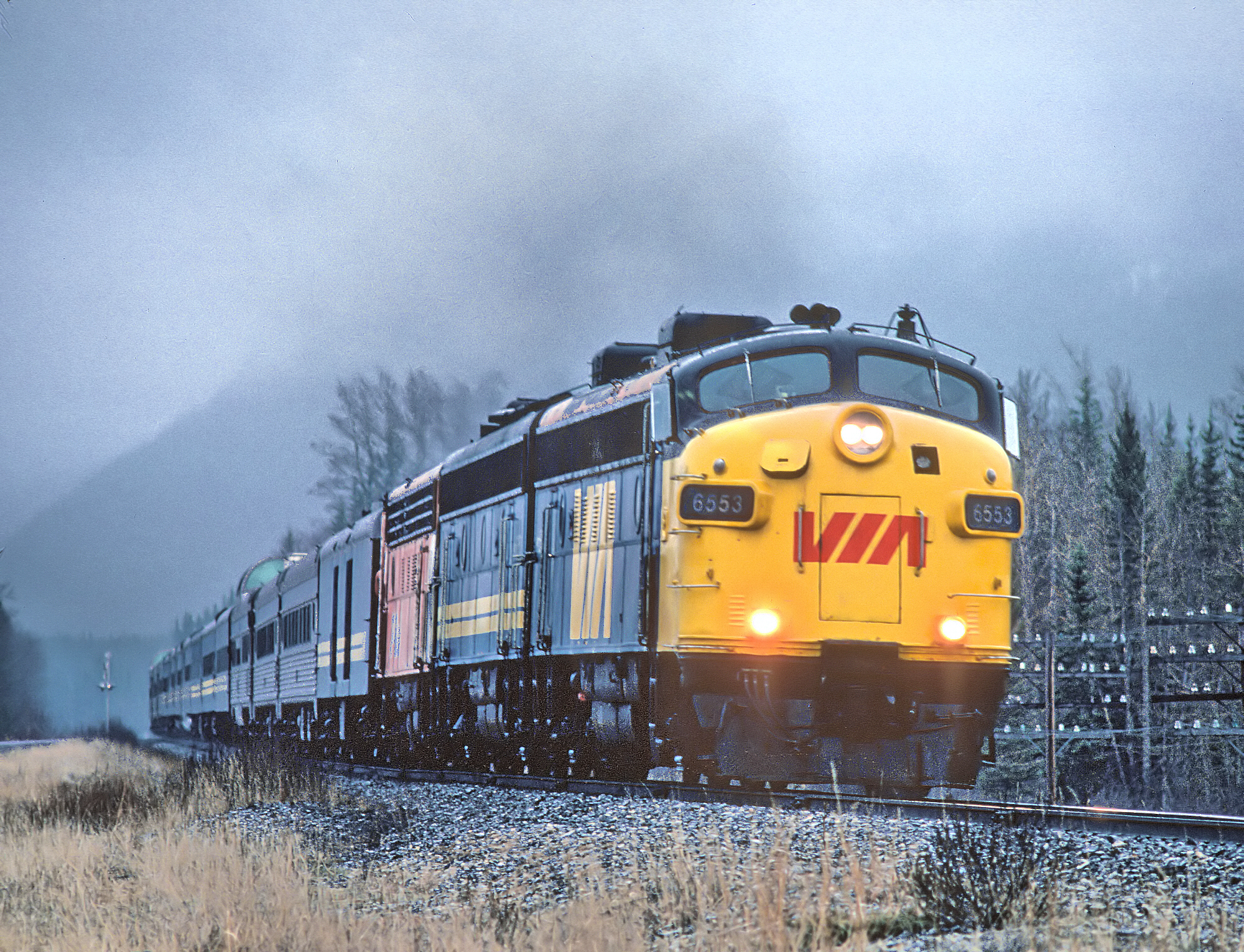
Le train sous Via Rail, en 1982 en Colombie Britannique.

Après sa reprise par Via, Le Canadien devint le premier train transcontinental de cette société, et fut exploité au début sur son ancien itinéraire CP.  Il était complété par le Super Continental, ex-CN, circulant sur un itinéraire parallèle mais plus au Nord.
Le Canadien continua d'être exploité en deux sections à l'Est de Sudbury avec des services quotidiens tant vers l'Ouest (Vancouver) que vers l'Est (Toronto et Montréal).
Dans la période qui suivit les coupes sévères faites dans les subventions fédérales à Via Rail le 15 janvier 1990, le service Super Continental fut supprimé et Le Canadian transféré de l'itinéraire CP à l'itinéraire CN du Super Continental. Cela permit de maintenir une liaison transcontinentale et Via put ainsi assurer le service aux petites communautés desservies par la ligne imposé par le gouvernement. L'itinéraire du CN est bien connu pour être moins pittoresque, en particulier au passage des montagnes Rocheuses et au nord du lac Supérieur. La fréquence fut aussi réduite à trois jours par semaine. À présent, Via Rail continue d'exploiter Le Canadien par l'itinéraire CN avec du matériel Budd ex-CP modernisé.
Certains passionnés du voyage ferroviaire et des trains historiques considèrent que ce n'est plus le « vrai » Canadien, mais Via Rail en a conservé le nom, la numérotation des trains et le matériel d'origine, et ce train demeure l'un des grands trains de voyageurs d'Amérique du Nord.